# 柴爿馄饨
柴爿馄饨，中国上海对流动馄饨摊的一种称法。上海馄饨摊最早可追溯到清末时期，在1920年代至1940年代的上海十分常见。可见摊贩於深夜用木柴烧火并打着竹板叫卖，所以称为「柴爿馄饨」。

## 售卖方式
通常以扁担或黄鱼车擺賣，一头是炉灶，以旧木爿竹爿作燃料，另一头是货物架，三四格抽屉是摊主的操作台，分别放置调料、馄饨皮、菜肉馅、碗、调羹；再放置多只板凳及餐桌，供顾客餐桌椅。
柴爿馄饨也卖面条；也可将馄饨与面条放在一个碗里成馄饨面。柴爿馄饨价廉物美、设摊灵活，可以避开执法人员的查卫生证手续，但因此也存在着卫生状况差，食材无法确保质量等问题。